# Martín Alonso Pinzón
Martín Alonso Pinzón (Palos de la Frontera (Huelva) 1441 - 31 de març de 1493) fou un navegant i explorador espanyol, codescobridor d'Amèrica.
Va navegar junt amb Cristòfor Colom en el seu primer viatge al Nou Món, el 1492, com a capità de La Pinta. Fou el major dels germans Pinzón.

## Biografia abans del descobriment
Martín Alonso va néixer al si d'una família benestant de mariners. Era el germà gran de Vicente Yáñez Pinzón, i arrendatari de les caravel·les La Niña i La Pinta; el seu germà Francisco Martín Pinzón va anar de contramestre a La Pinta.
Martín Alonso va navegar des de petit a les caravel·les de Palos com a grumet. Vivia a l'antic Camí Ral de La Rábida i va contreure matrimoni amb una veïna de la localitat anomenada María Álvarez. Van tenir cinc fills. Dos fills: Arias Pérez i Juan Pinzón, el qual participaria en diverses expedicions per terres americanes, i tres filles: Mayor, Catalina i Leonor, la petita, que sofria freqüents atacs del que ells anomenaven gota coral, malaltia actualment coneguda com a epilèpsia.
La seva enorme experiència nàutica i audàcia li van proporcionar bons rendiments en els seus viatges de cabotatge, gràcies als quals va arribar a tenir una folgada situació econòmica. Va tenir embarcacions pròpies en les quals s'escarrassaven per enrolar-se els mariners de tota la comarca. La seva fama i el seu prestigi creixien gràcies a l'èxit de les seves expedicions comercials i al valor que va demostrar en les armades de guerra durant el conflicte entre Castella i Portugal.

## Els preparatius del viatge descobridor
Quan el 23 de maig de 1492 es va llegir als veïns de Palos la Reial Provisió, per la qual se'ls ordenava lliurar dues caravel·les a Colom i partir amb ell en el viatge que havia de dur a terme per manament dels monarques, la vila va acatar la decisió reial però no la va complir. Els homes de Palos no estaven disposats a embarcar-se en una aventura de tanta envergadura amb un desconegut sense prestigi. Independentment de la major o menor credibilitat de les idees de Colom, doncs, mai no el secundarien tret que l'acompanyés algun navegant respectat a la vila. L'aventura, arriscada i, sobretot, de guany incert, no presentava grans atractius. L'oposició i la indiferència pel projecte colombí devien ser, doncs, generalitzades entre els vilatans, malgrat el manament reial.

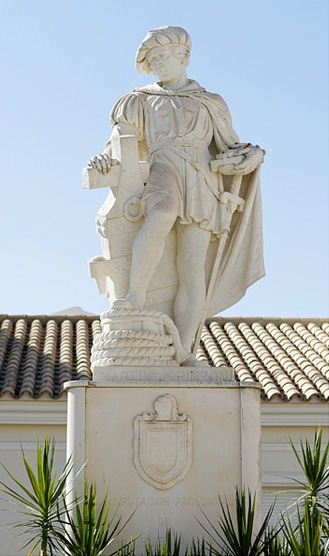
Estàtua de Martín A. Pinzón a Palos de la Frontera

Aquesta era la situació quan Martín Alonso Pinzón va tornar de Roma d'un dels seus habituals viatges comercials. Amb fama d'home acabalat i destre en l'art de navegar, qualitats que li havien atorgat gran prestigi a la comarca, Martín Alonso tenia els atributs de què mancava Colom; era, per tant, el complement ideal del futur almirall a l'hora de realitzar l'expedició. Van ser els franciscans de La Rábida els que van posar en contacte Cristòfor Colom amb el mariner de Palos. També Pero Vázquez de la Frontera, vell mariner de la vila molt respectat per la seva experiència, i amic de Martín Alonso Pinzón, va influir de manera important perquè aquest es decidís a donar suport a l'empresa.
En els Plets Colombins, el testimoni Alonso Gallego, de Huelva, recordava haver sentit dir a Colom: 
| « | "Senyor Martín Alonso Pinzón, anem a aquest viatge que, si ens en sortim i Déu ens descobreix terres, jo us prometo per la Corona Reial de partir amb vós com un germà." | » |

Fos quin fos el motiu del mariner de Palos, el cert és que, quan decideix incorporar-se a l'expedició, inicia una enèrgica campanya de suport al viatge, en què anima a enrolar-s'hi els mariners més destacats de la contrada. Va rebutjar els vaixells embargats per Colom i va contractar navilis més adequats; a més a més, va aportar de la seva hisenda mig milió de maravedís, la tercera part de les despeses en metàl·lic de l'empresa.
Acabats els preparatius, el 3 d'agost la Santa María, La Pinta i La Niña van partir del port de Palos. Colom al seu Diari només té paraules d'elogi per a Martín Alonso, que es mostra molt eficaç en la resolució dels problemes que van sorgint.

## El viatge descobridor, retorn i mort de Martín Alonso
Un cop iniciada la travessia, Martín Alonso va assumir el comandament de La Pinta i va portar amb ell el seu altre germà Francisco com a contramestre. El seu germà Vicente anava com a capità de la caravel·la La Niña. Colom va anotar al seu diari paraules elogioses envers Martín Alonso en comprovar les seves qualitats i l'eficàcia davant dels problemes: durant la travessia, per exemple, va demostrar les seves habilitats de mariner quan va saber superar la ruptura del timó de La Pinta i va poder continuar navegant.

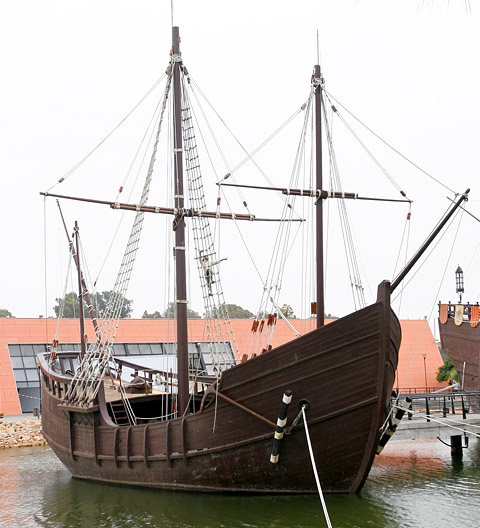
Rèplica de la caravel·la La Pinta al Muelle de las Carabelas de Palos

Entre el 6 i el 7 d'octubre, quan el malestar, el cansament i els desigs de tornar de la tripulació de la Santa María van començar a estendre's, els dots de comandament i la capacitat resolutiva de Martín Alonso van ser decisius per superar la situació, que Colom no sabia com afrontar. Quan el futur almirall pregunta: 
| « | Què fem, Martín Alonso? Perquè la gent no vol seguir. | » |

Pinzón li respon:
| « | Pengeu-ne mitja dotzena, i, si no us hi veieu amb cor, el meu germà i jo abarloarem les nostres naus contra la Santa María. | » |

D'aquesta forma va restablir la disciplina a l'estol de vaixells i va propiciar decisivament la continuació del viatge, quan es trobaven a escasses jornades d'arribar a terres americanes.
En el següent motí, ja més seriós, del 9 i 10 d'octubre, quan havien fallat ja tots els càlculs de distàncies que havia dit Colom, els germans Pinzón només van poder aplacar els ànims de la tripulació posant una condició: navegarien amb el mateix rumb tan sols tres dies més; si durant aquell temps no trobaven terra tornarien enrere.
La versió que es coneix del diari escrit per Cristòfor Colom del "Primer viatge a les Índies" és una transcripció de fra Bartolomé de las Casas (1484-1566). A continuació, vet aquí alguns fragments datats l'11 d'octubre de 1492:
| « | "Van tenir molt mala mar, pitjor que la que havien tingut en tot el viatge. Els de la caravel·la La Pinta van veure una canya i un bastó, i van agafar-ne un altre que semblava treballat amb ferro, i un tros de canya i d'altres herbes de les que neixen a terra, i un llistonet de fusta. Amb aquests senyals van respirar i es van alegrar tots". | » |

| « | "A sol post, van posar per primer cop rumb cap a l'oest. Navegaren dotze milles cada hora, i fins a dues hores després de mitjanit havien navegat 90 milles. I com que la caravel·la La Pinta era més velera i anava davant de l'Almirall, va trobar terra i va fer els senyals que l'Almirall havia manat. Aquesta terra va ser vista primer per un mariner que es deia Rodrigo de Triana". | » |

| « | "A les dues hores després de mitjanit va aparèixer la terra, de la qual devien estar a dues llegües. Abaixaren totes les veles (...) fins al dia de divendres que van arribar a una illeta dels Lucayos, que s'anomenava en la llengua dels indis Guanahaní. Després van veure gent nua, i l'Almirall va sortir a terra en la barca armada amb Martín Alonso Pinzón i Vicente Yáñez, el seu germà, que era capità de La Niña". | » |

Martín Alonso havia suggerit a Colom el canvi de rumb el 7 d'octubre de 1492. Aquest canvi va dur a l'expedició a les Bahames el 12 d'octubre. Fins a aquell moment, les relacions entre ambdós líders havien estat bones, circumstància que s'havia d'acabar quan, després del descobriment, el ja almirall Cristòfor Colom es va mostrar excessivament gelós de la seva glòria i dels seus privilegis. Així, quan el 21 de novembre Martín Alonso s'avança amb La Pinta, separant-se de les altres naus i arribant abans a l'illa que buscaven, Colom no dubta a fer contra ell les més greus acusacions (possiblement infundades, segons diversos historiadors).
L'enemistat entre ambdós mariners es va mantenir ja fins a la tornada. Martin Alonso es va reunir amb Colom el 6 de gener de 1493, quan la flota tornava del seu periple americà. En el viatge de retorn, el vaixell de Pinzón es va tornar a separar de l'estol a causa d'una tempesta i va arribar al port gallec de Baiona abans que Colom arribés a Lisboa. Des de Baiona es va dirigir a Palos, on va arribar el 15 de març, data en què va coincidir amb l'arribada de la caravel·la La Niña procedent de Lisboa. Martín Alonso va arribar malalt i va morir als 15 o 20 dies a causa de les febres. Va ser enterrat a l'església del monestir de La Rábida, segons la seva voluntat.